# Saint Kitts en Nevis op de Olympische Zomerspelen 2024
Saint Kitts en Nevis nam deel aan de Olympische Zomerspelen 2024 in Parijs.

## Aantal deelnemers
Hieronder volgt een overzicht van de atleten die zich reeds gekwalificeerd hebben voor de Olympische Zomerspelen van 2024.
| Sport    | Mannen | Vrouwen | Totaal |
| -------- | ------ | ------- | ------ |
| Atletiek | 1      | 1       | 2      |
| Zwemmen  | 1      | 0       | 1      |
| Totaal   | 2      | 1       | 3      |

## Deelnemers en resultaten

### Atletiek

#### Loopnummers
Mannen
| Atleet          | Onderdeel | Voorronde | Voorronde | Series | Series | Herkansingen | Herkansingen | Halve finale   | Halve finale   | Finale         | Finale         |
| Atleet          | Onderdeel | Tijd      | Rang      | Tijd   | Rang   | Tijd         | Rang         | Tijd           | Rang           | Tijd           | Rang           |
| --------------- | --------- | --------- | --------- | ------ | ------ | ------------ | ------------ | -------------- | -------------- | -------------- | -------------- |
| Naquille Harris | 100 m     | 10,33     | 1 Q       | 10,38  | 7      | n.v.t.       | n.v.t.       | Niet geplaatst | Niet geplaatst | Niet geplaatst | Niet geplaatst |

Vrouwen
| atlete               | onderdeel | voorronde | voorronde | series | series | herkansingen | herkansingen | halve finale   | halve finale   | finale         | finale         |
| atlete               | onderdeel | tijd      | rang      | tijd   | rang   | tijd         | rang         | tijd           | rang           | tijd           | rang           |
| -------------------- | --------- | --------- | --------- | ------ | ------ | ------------ | ------------ | -------------- | -------------- | -------------- | -------------- |
| Zahria Allers-Liburd | 100 m     | 11,73     | 1 Q       | 11,89  | 8      | n.v.t.       | n.v.t.       | niet geplaatst | niet geplaatst | niet geplaatst | niet geplaatst |

### Zwemmen
Mannen
| Atleet       | Onderdeel       | Series | Series | Halve finale   | Halve finale   | Finale         | Finale         |
| Atleet       | Onderdeel       | Tijd   | Rang   | Tijd           | Rang           | Tijd           | Rang           |
| ------------ | --------------- | ------ | ------ | -------------- | -------------- | -------------- | -------------- |
| Troy Nisbett | 50 m vrije slag | 28,71  | 69     | Niet geplaatst | Niet geplaatst | Niet geplaatst | Niet geplaatst |